# Agrilus compacticornis
Agrilus compacticornis (лат.) — вид узкотелых жуков-златок.

## Распространение
Китай (Hebei, Henan, Shanxi, Sichuan, Yunnan), Россия (Приморский край).

## Описание
Длина узкого тела взрослых насекомых (имаго) 4,6—6,3 мм. Отличаются мелкими размерами, короткими широкими усиками (отсюда видовое название), недоразвитыми прехумерами, апикально расширенным эдеагусом. Окраска тела от зеленоватого до коричневого. Близок к виду Agrilus viduus. Переднегрудь с воротничком. Боковой край переднеспинки цельный, гладкий. Глаза крупные, почти соприкасаются с переднеспинкой. Личинки предположительно развиваются на различных лиственных деревьях. Встречены с мая по август на высотах от 5500 до 3000 м. Вид был впервые описан в ходе ревизии, проведённой в 2011 году канадскими колеоптерологами Эдвардом Йендеком (Eduard Jendek) и Василием Гребенниковым (Оттава, Канада).